# Autogol
En el futbol, un autogol, gol en contra o gol en pròpia porta, és un gol en el qual un jugador introdueix la pilota en la porteria del seu propi equip, ja sigui voluntàriament o accidentalment. Aquest gol s'acredita a l'equip contrari com un gol al seu favor.
L'autogol més ràpid en la història dels Mundials es va produir en el d'Alemanya 2006. El va fer el defensa paraguaià Carlos Gamarra, en el partit disputat el 10 de juny entre Anglaterra i el Paraguai, als 3 minuts del començament de l'enfrontament.
En algunes parts del món, el terme s'ha convertit en una metàfora de qualsevol acció que incideix en la persona / grup que l'empeny, de vegades fins i tot portant un sentit de "justícia poètica". Durant The Troubles, per exemple, va adquirir un significat metafòric específic: referir-se a un IED (dispositiu explosiu improvisat) que detonava prematurament, matant la mateixa persona que fabricava o maneja la bomba amb la intenció de fer mal només a altres persones. El febrer de 1996, la mort d'Edward O’Brien en un incident d'aquest tipus va ser seguida per un article a The Independent titulat "Terroristes assassinats pels seus propis dispositius".
Un jugador pot arribar a fer deliberadament un autogol. Aquests jugadors corren el risc de ser sancionats o prohibits de continuar jugant.

## Futbol
En el futbol, un autogol es produeix quan un jugador fa que la pilota entri a la porteria del seu propi equip, donant lloc a un gol per a l'oposició. Els defensors sovint "giren darrere" pilotes perilloses cap a l'àrea de penal, particularment creus, xutant o dirigint la pilota fora de joc darrere de la seva línia de gol. D'aquesta manera, l'objectiu del defensor és concedir un córner en lloc de donar oportunitats als jugadors atacants. En conseqüència, el defensor pot jutjar erròniament i involuntàriament xutar la pilota en la seva pròpia porteria, particularment si es troba sota pressió de jugadors que podrien marcar d'altra manera. El jugador defensor que ha marcat el propi gol se li ha "acreditat" personalment l'objectiu com a part de l'abstract estadístic del joc. El crèdit s'anota "(P.P.)" per indicar la seva naturalesa.
Les regles del joc estableixen que un objectiu propi no es pot marcar directament de la majoria de mètodes de reinici del joc; en canvi, es concedeix un xut de córner a l'equip atacant. Aquest és el cas del tret de sortida, servei de porteria, bot neutral (des del 2012), córner, i tir lliure (indirecte i directe).
Les normes no estipulen cap norma ni procediment per acreditar objectius als jugadors, de fet, aquests registres no són una part obligatòria del joc. El 1997 la FIFA va publicar directrius detallades per acreditar els objectius propis, reconeixent la importància comercial creixent d'estadístiques com ara premis de màxim golejador i futbol de fantasia. Les directrius indiquen que l'àrbitre o el comissari del partit el decideixen el crèdit per anotar; i "la intervenció del defensor ha de ser deliberada per registrar un objectiu propi contra ell". Pel que fa a un xut que es desvia o entra en la porteria d'un defensor, algunes fonts acrediten el marcador a l'atacant; altres els compten com a propis objectius; per a d'altres, depèn de si el tret original estava fora de la diana; d'altres estan més matisades. El 2013 es va produir polèmica quan a la FA Premier League acreditava Tim Howard amb un gol propi quan un xut sortia del pal, el colpejà a l'esquena i entrava.
Les competicions importants poden tenir ressenyes en vídeo que poden alterar l'acreditació, com ara el Comitè de Gols Dubtius de la FA Premier League. A la Copa del Món de la FIFA del 2002, un dels vuit gols de Ronaldo en guanyar la Bota d'Or es va acreditar inicialment com a objectiu propi, però el Brasil el va reassignar. El procediment de revisió de la UEFA es va formalitzar el 2008. El 2006, la Lliga anglesa de futbol va permetre al club que va marcar el nomenament de golejador, cosa que The Guardian va criticar amb un exemple des del 2002: "cada diari, agència i fets nacionals de futbol van acordar que el defensor de Coventry City, Calum Davenport, havia marcat un gol propi contra Burnley. Clarets, però, va donar l'objectiu a Gareth Taylor ".
L'autogol més famós va ser d'Andrés Escobar, de Colòmbia, a la Copa Mundial de la FIFA de 1994, que va perdre el partit contra els Estats Units i va fer fora Colòmbia; una setmana després, Escobar va ser assassinat a trets a Colòmbia per un membre de la banda de drogues el cap de la qual havia perdut molts diners apostant pel partit.
Possiblement el autogol més ràpid del llançament de sortida va ser el de Leon Goretzka del Bayern de Múnic després de 13 segons d'un partit de la Bundesliga. Va ser el primer toc de qualsevol jugador del Bayern en aquest partit.

## Hoquei sobre gel
Si un jugador marca el gol a l'equip defensor, el crèdit per a l'objectiu es destina a l'últim jugador de l'altre equip que ha tocat el puck; això és degut al fet que els objectius propis de l'hoquei solen ser casos en què el jugador tan acreditat hagués rebutjat el tret, però aquesta convenció s'utilitza fins i tot quan no sigui així. De vegades, també s'acredita al jugador més proper a la porteria de l'altre equip si es determina que hagi provocat que el jugador contrari el tirés a la xarxa equivocada. Els assistents no s'atorguen per un gol propi perquè l'equip defensor té la possessió de la xerrada entre qualsevol passada i el gol en si. De vegades, a la NHL, els jugadors han dirigit el llançament a la seva xarxa buida, ja sigui a la tarda del partit o a causa d'una demora en penalització. Aquesta va ser la situació que va provocar que Billy Smith dels New York Islanders es convertís en el primer porter que rebés crèdit per un autogol a la NHL. En algunes parts del Canadà, es fa referència a un objectiu propi com a llògomes. Es creu que el terme es va originar al Nou Brunswick (aproximadament 1970) i es va fer més comú a la regió de Toronto a partir de la dècada de 1990.